# Alsóörs
Alsóörs è un comune dell'Ungheria di 1.335 abitanti (dati 2001). È situato nella contea di Veszprém.